# Tribal Rage
Tribal Rage est un jeu vidéo de stratégie en temps réel publié par TalonSoft en 1998 sur PC. Le jeu se déroule dans un futur apocalyptique dans lequel s’affrontent six factions.  Le jeu propose une campagne, dans la lignée de Jagged Alliance, ou les joueurs s’affrontent pour le contrôle de différents territoires. Il dispose également d’un éditeur de carte et d’un éditeur d’unités, qui peut même être utilisé au cours de la campagne. Ainsi, lorsque le joueur acquiert de nouvelles armes, il peut ensuite en équiper ses unités de base. À sa sortie, le jeu est très critiqué par la presse spécialisée qui met en avant ses nombreux défauts, notamment en ce qui concerne le gameplay,. 

## Accueil
| Tribal Rage           |      |       |
| Média                 | Pays | Notes |
| Computer Gaming World | US   | 3/5   |
| GameSpot              | US   | 34 %  |
| PC Zone               | UK   | 54 %  |